# Abod

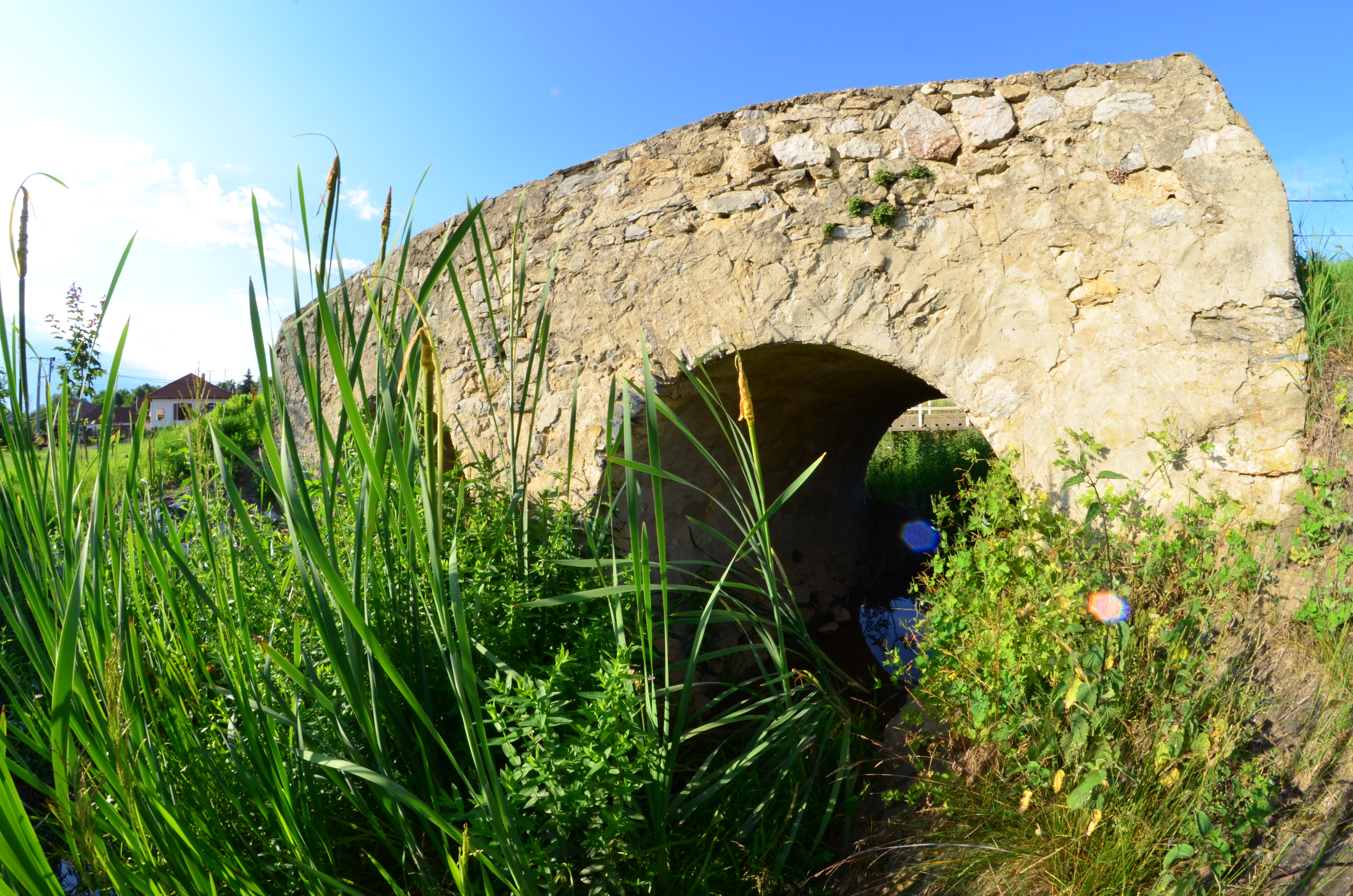
Steinbrücke über den Fluss Abodi-patak

Abod ist eine ungarische Gemeinde im Kreis Edelény im  Komitat Borsod-Abaúj-Zemplén. 24 Prozent der Bewohner gehören zur Volksgruppe der Russinen.

## Geografische Lage
Abod liegt in Nordungarn, 32 Kilometer nördlich des Komitatssitzes Miskolc, 12 Kilometer nordwestlich der Kreisstadt Edelény, an dem Fluss Abodi-patak. Die höchste Erhebung auf dem Gemeindegebiet ist der 300 Meter hohe Berg Görög-bérc. Nachbargemeinden im Umkreis von sechs Kilometern sind Galvács, Ládbesenyő und Szakácsi.

## Geschichte
Im Jahr 1913 gab es in der damaligen Kleingemeinde 166 Häuser und 1039 Einwohner auf einer Fläche von 5414 Katastraljochen. Sie gehörte zu dieser Zeit zum Bezirk Edelény im Komitat Borsod.

## Sehenswürdigkeiten
- Griechisch-katholische Kirche Istenszülő születése, erbaut 1775 im barocken Stil
- Reformierte Kirche, ursprünglich aus dem 13. Jahrhundert, später mehrfach erweitert, 1929 renoviert

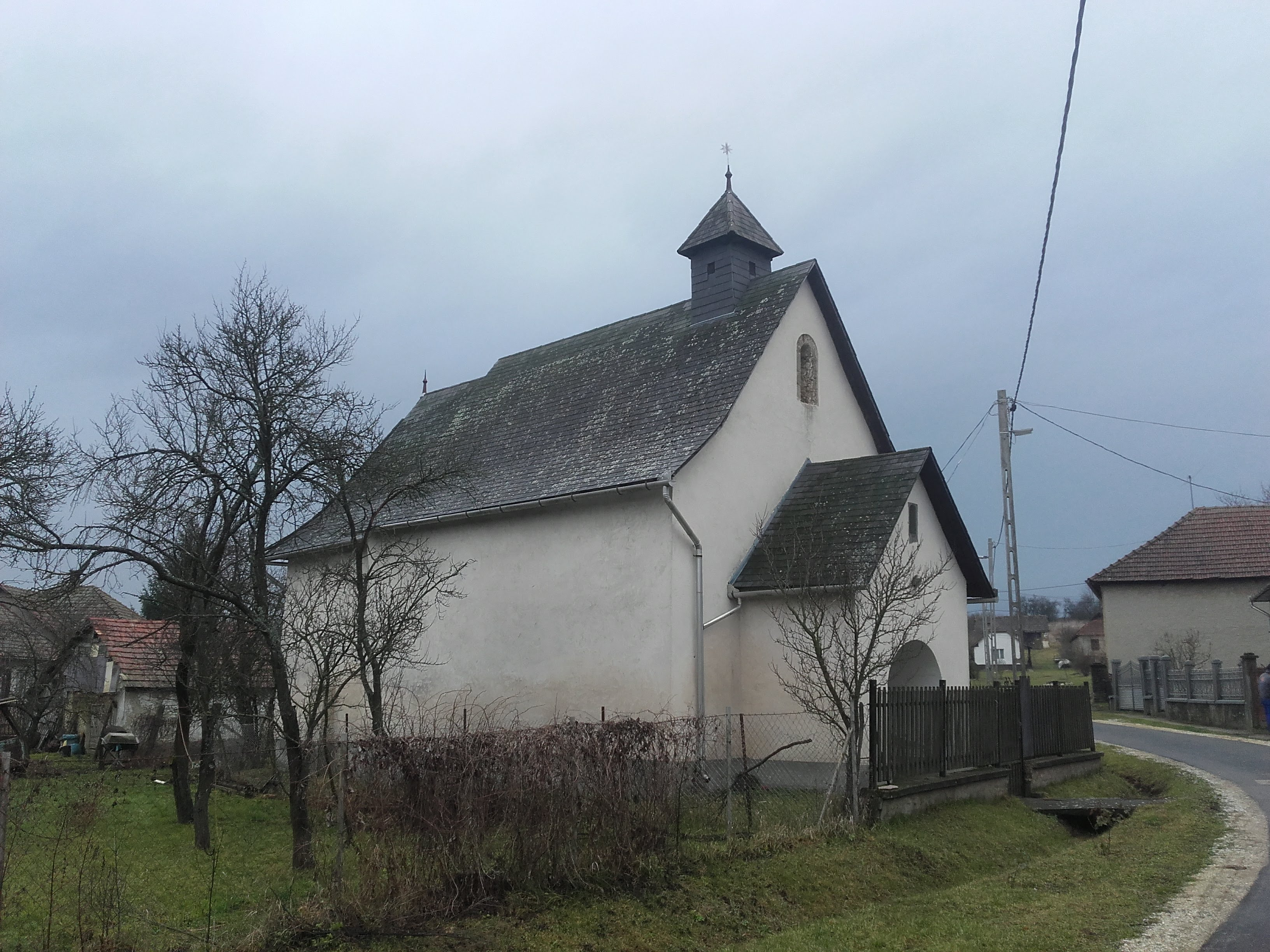
Reformierte Kirche
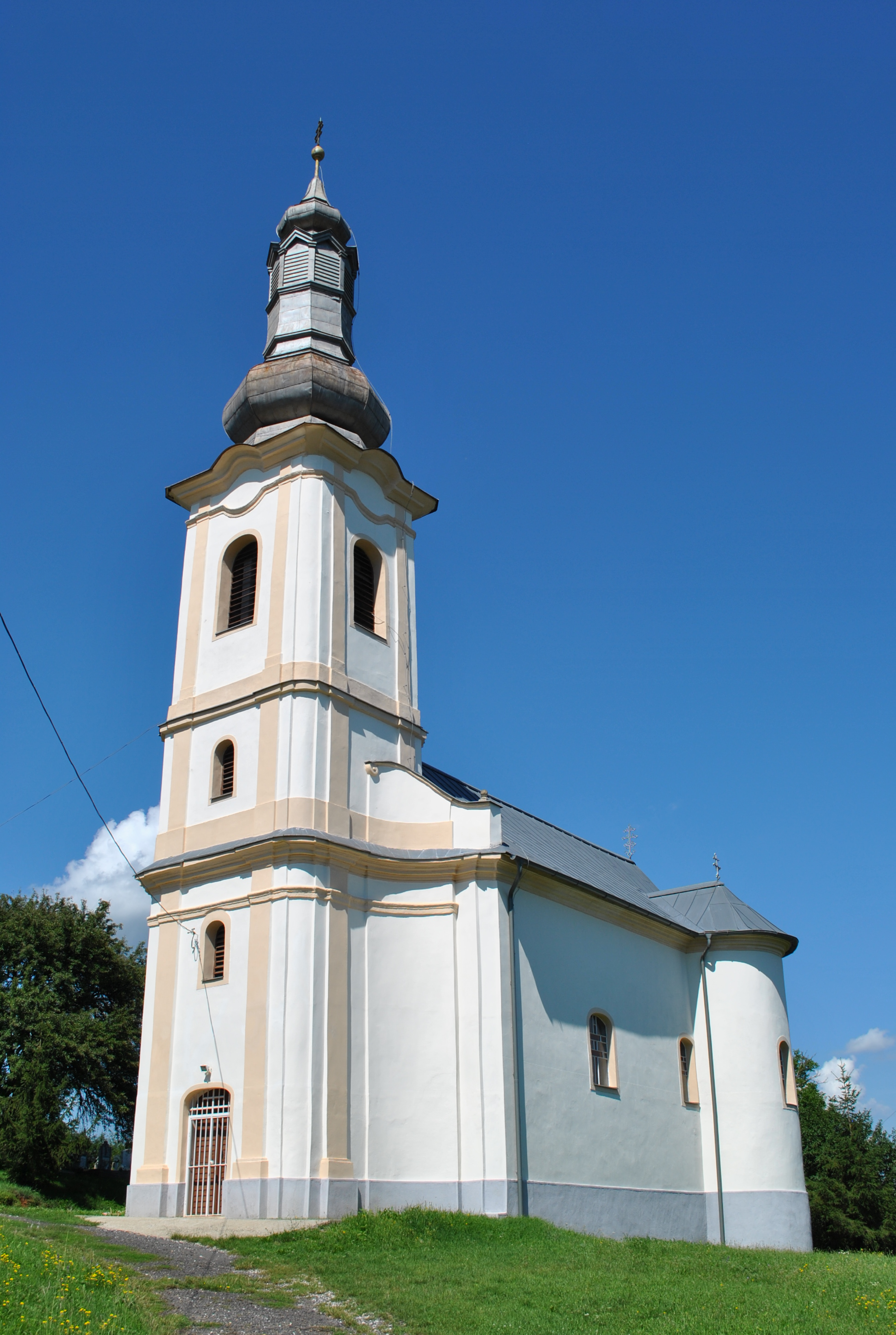
Griech.-kath. Kirche Istenszülő születése

## Verkehr
Durch Abod verläuft die Landstraße Nr. 2615. Es bestehen Busverbindungen über Ládbesenyő nach Edelény. Der nächstgelegenen Bahnhöfe befinden sich in Szendrő und Edelény.